# Sebastián Martín Recio
Sebastián Martín Recio (El Rubio, província de Sevilla, 3 de desembre de 1953) és un metge i polític comunista andalús, ex alcalde de Carmona (província de Sevilla). Membre del Partit Comunista d'Espanya (PCE) des de 1971 i d'Izquierda Unida (IU), va ser alcalde de Camamilla (Huelva) entre 1979 i 1983 i Diputat Provincial de Huelva, coordinador de l'àrea de Sanitat d'IU a Andalusia i coordinador General d'Àrees d'IU-CA 1988-1990. Diputat provincial i coordinador provincial d'IU a Sevilla. Ha estat alcalde de Carmona des de 1995 a 2007. Escollit en 1995, reelegit en 1999 i 2003, ha passat a l'oposició municipal en 2007.
En la VIII Assemblea Federal Extraordinària d'IU (desembre de 2004) es va presentar com a candidat a coordinador general, avalat pels sectors més a l'esquerra de la coalició. Va obtenir al voltant del 12% dels vots. En la votació a coordinador celebrada en el recentment triat Consell Polític Federal va sumar els seus vots als de la candidatura d'Enrique Santiago, per intentar derrotar Gaspar Llamazares.
És coordinador provincial de Sevilla, membre del Consell Andalús, de la Presidència Federal i del Consell Polític Federal d'IU i vicepresident de la Federació Andalusa de Municipis i Províncies. Així mateix, va ser escollit mitjançant primàries candidat d'Esquerra Unida al Congrés dels Diputats per Sevilla a les eleccions generals de 2008.